# Barcelos (stacja kolejowa)
Barcelos (port: Estação Ferroviária de Barcelos) – stacja kolejowa w Barcelos, w regionie Północ, w Portugalii. Znajduje się na Linha do Minho.

## Charakterystyka
Znajduje się w mieście Barcelos, na Largo Marchal Gomes da Costa.
W 2010 roku stacja posiadała 3 tory, dwa o długości 555 metrów, a trzeci 498 metrów; dwa perony o wysokości 40 cm, i długości odpowiednio 273 i 243 metrów.
W lipcu 2013 stacja była obsługiwana przez pociągi regionalne i InterRegional przewoźnika Comboios de Portugal.

## Historia
Odcinek między Midões i Barcelos otwarto 21 października 1877. 24 lutego 1878 roku otwarto kolejny odcinek Linha do Minho do stacji Darque.
Projekt ustawy z dnia 10 sierpnia 1897 upoważnił rząd do otwarcia ofert na różne połączenia kolejowe, w tym przedłużenie Linha do Minho, z Barcelos do Esposende.

## Linie kolejowe
- Linha do Minho